# Susag, Arad
Susag este un sat în comuna Craiva din județul Arad, Crișana, România.